# Mazda
Mazda Motor Corporation (en japonés: マツダ株式会社, Matsuda Kabushikigaisha ?) es un fabricante de automóviles japonés fundada en 1920, con sede principal en Hiroshima (planta de Ujina) y con fábricas también en las localidades de Nishinoura, Nakanoseki (Hōfu) y Miyoshi (Hiroshima), Japón. En 2010, produjo 1 307 540 unidades con ventas en China, Japón, Europa, América del Sur y Norteamérica.
Obtuvo un beneficio de explotación de 1 710 000 000 €, lo que suponía un crecimiento interanual del 12%. Por tercer año consecutivo batió el récord en el que, además, las ventas de vehículos crecieron por encima de lo esperado, hasta situarse en 1 534 000 unidades, es decir, un 10% más entre el año 2015 y 2016. La facturación total fue de 25 610 millones de €.
Actualmente, La compañía está avanzando con seguridad por medio de distintas iniciativas, como la expansión de su infraestructura de producción internacional, la maximización de la eficiencia de producción o un control reforzado sobre los costes fijos dirigido a compensar las fluctuaciones en los tipos de cambio. El desarrollo de la línea de tecnologías SkyActiv, Mazda Connect y el sistema de seguridad i- Activesense, continúa siendo un elemento focal central.

## Historia corporativa
Jujiro Matsuda (agosto de 1875) debió ver la relación muy clara cuando decidió reconvertir la Toyo Cork Kogyo Company Ltd. fundada el 30 de enero de 1920 y dedicada a los derivados del corcho, en una empresa íntegramente volcada en la producción de máquinas y equipos industriales creados por Curtis.
El detonante que hizo posible este cambio fue el nuevo escenario tras la Primera Guerra Mundial. Tres años más tarde, cuando un terremoto devasta la región de Tokio, los Estados Unidos enviaron camiones y pequeños vehículos para ayudar a la reconstrucción. Es así como el automóvil, hasta entonces considerado un bien de lujo, se impone como vector del desarrollo. La empresa inicia entonces la producción de un vehículo de dos ruedas con un motor de dos tiempos, con tal éxito que en unos pocos años, esta actividad eclipsaría a todas las demás.
En 1927, la empresa se rebautiza como Toyo Kogyo Co. Ltd. y a partir de 1929, Matsuda se plantea fabricar su propio automóvil: un vehículo de tres ruedas. La empresa busca un nombre más comercial y se decide por Ahura Mazda, el dios persa de la luz, la sabiduría, la inteligencia y la armonía que, casualmente, se pronuncia como Matsuda. La primera unidad del modelo creado, el Mazda Go (Mazda tipo DA), vio la luz en 1931. Tres años más tarde, la empresa tendría que ampliar sus instalaciones para atender a una demanda cada vez mayor.
En 1936, las autoridades japonesas adoptan una nueva ley sobre la fabricación de automóviles y desaparece la producción extranjera. Ford y General Motors hacen las maletas en 1937 mientras las relaciones internacionales se deterioran progresivamente. Toyo Kogyo se ve obligada a unirse al esfuerzo nacional por subsistir. La fabricación de pequeños utilitarios de tres ruedas, considerada como “no prioritaria”, disminuye considerablemente. Sin embargo, Matsuda sigue acariciando su sueño de fabricar automóviles. Pese a un contexto muy desfavorable, a finales de los años treinta se realiza un estudio de un cupé y en 1940 se fabrica un prototipo. La entrada en la guerra de Japón corta en seco este programa.
Toyo Kogyo vive los años negros sin demasiadas dificultades. El 6 de agosto de 1945, Hiroshima queda totalmente destruida por una bomba atómica. Con la caída de una segunda bomba atómica el 9 de agosto en Nagasaki, el Imperio del Sol Naciente se rinde incondicionalmente a Estados Unidos Unas 150 000 personas perdieron la vida. El complejo industrial de Toyo Kogyo, alejado de la ciudad, quedó prácticamente intacto e incluso hizo las veces de hospital improvisado para ayudar a las víctimas, aunque alrededor de 200 de las personas fallecidas con la explosión de la bomba de Hiroshima eran trabajadores de la Toyo Kogyo. Esta tragedia marca un antes y un después, no solamente en la Segunda Guerra Mundial, sino también un nuevo comienzo para Mazda. A finales de ese mismo año y, a costa de grandes sacrificios y esfuerzos, se reinicia la producción de vehículos comerciales de tres ruedas.
Las grandes necesidades de reconstrucción propician las ventas de este tipo de vehículos y, a lo largo de los años 1950, la empresa se labra una reputación impecable entre unos usuarios que valoran, cada vez más, la calidad y robustez de los vehículos comerciales Mazda. En 1951, Tsuneji, el hijo de Jujiro Matsuda, sustituye a su padre al mando de la empresa.
En 2017 logró posicionarse como una de las compañías más confiables del mundo. El fabricante tiene intención de seguir capitalizando su marca, a fin de abrir nuevos mercados en países donde es ausente su presencia.
En 2018 vendió una participación del 5% a la multinacional Toyota.[cita requerida]

### Compromiso ambiental
En Mazda se trabaja desde las actividades de negocio a nivel global para contribuir con el medio ambiente, apoyados en prácticas eficientes de gestión ambiental.
La visión de Mazda está enfocada hacia experiencias de manejo emocionantes, las cuales no pueden dejar de lado la garantía de sostenibilidad. En el proceso de fabricación de su portafolio de vehículos se usan los recursos del planeta con moderación, sin pasar por alto las consideraciones medio ambientales.

#### Principios ambientales
- Contribuir a una mejor sociedad creando tecnologías y productos ambientalmente amigables.
- Usar los recursos y energías del planeta limitadamente, sin descuidar las consideraciones ambientales durante la operación del negocio.
- Realiza actividades corporativas con el objetivo de lograr un ambiente más limpio.
- Mejorar el medio ambiente trabajando con comunidades locales y la sociedad.

#### Iniciativas en Colombia
Promover el reciclaje y reutilización ayuda a conservar los recursos limitados de planeta.
El desecho de las llantas usadas en Colombia es uno de los problemas ambientales de gran impacto en ese país. Por esto en Mazda de Colombia se ha trabajado en enseñar a los clientes sobre el desecho responsable de estas para así contribuir y promover activamente buenas prácticas.
Dando cumplimiento a la Resolución 1457 de 2010 y comprometidos con el buen manejo y la correcta disposición de llantas usadas, Mazda ha logrado a través de procesos adecuados de recolección, procesamiento y aprovechamiento final de neumáticos usados alcanzar la meta para el año 2015 y avanzar en el cumplimiento de la meta para el año 2017.
Como usuarios, se debe retornar las llantas usadas que han cumplido su ciclo de vida útil, por lo que existen puntos de recolección asignados donde se pueden entregar para evitar que lleguen a contaminar el medio ambiente; esta entrega no genera costos para los usuarios.[cita requerida]

### Años 1960
Mazda inicia su gran expansión comercial, implantándose primero en Europa y, más tarde, en los Estados Unidos, impulsada por dos hitos que la hicieron destacarse por encima de otras compañías automovilísticas japonesas: la fabricación de su primer vehículo de cuatro ruedas: el Mazda R360 Coupe y su clara apuesta por el desarrollo del motor rotativo Wankel. El R360, fue el primero de dos puertas y cuatro plazas creado por Mazda y su precio competitivo lo posicionó como el favorito entre los trabajadores asalariados.
A principios de la década, llega a oídos de Matsuda la noticia que, en Alemania, la empresa NSU estaba probando un nuevo tipo de motorización. La situación de Japón en ese entonces, junto con nuevas leyes y normativas, amenazaron la existencia de la compañía en el tiempo, por lo que voló de inmediato hacia Alemania para conseguir un contrato que le permitiera fabricar y vender el motor, en una medida casi desesperada por mantener la independencia de la compañía y evitar ser absorbidos.
El contrato exigía una enorme suma de dinero, pero el incierto futuro de la compañía no permitió que Matsuda dudara. Tras unos días de negociación, Matsuda firma el contrato.
Un equipo de más de 40 personas trabajó por casi 8 difíciles años en el desarrollo del motor, que lamentablemente tenía muchos problemas de diseño y materiales. Resultó ser una gran decepción en un principio. Sufría problemas tan graves que no parecía ser viable su implementación en vehículos comerciales.
Más de 1000 planos, diseños y prototipos fallidos se amontonaban en las bodegas del departamento encargado de producir el motor. El sentido del deber, el compromiso y la responsabilidad que tenían sobre sus hombros era tal que varios de los técnicos e ingenieros del equipo de desarrollo se enfermaron a causa del estrés. Con un tremendo esfuerzo humano y técnico, los problemas fueron siendo resueltos uno a uno, hasta que finalmente el motor pudo estar listo para su producción en masa. Los resultados fueron espectaculares.
En una década, la marca pasó de fabricar vehículos de 16 CV (11,8 kW) a exportar deportivos, como el Mazda Cosmo. Rápidamente, los modelos de motor rotativo de Mazda consiguieron una enorme popularidad por su combinación de gran potencia y ligereza mientras la competencia requería pesados motores de 6 u 8 válvulas para conseguir la misma potencia.
Con el éxito del Mazda R360 Coupe, las primeras 20 000 unidades se vendieron en menos de un año, Toyo Kogyo lanzó una gama completa al mercado, con el Mazda Carol P360 y el Mazda P600. Los responsables de la marca se dieron cuenta de que el mercado japonés no bastaba para garantizar la expansión a largo plazo y que se imponía la exportación. Con este objetivo encargó a Bertone, una de los estudios más prestigiosos de Italia, el diseño del Mazda Luce 1500, con el que la marca japonesa se convirtió en un fabricante internacional.
Tras la presentación de un prototipo del Mazda Cosmo Sport en el Salón del Automóvil de Tokio de 1964, la marca comienza a seducir a los clientes occidentales con productos que responden a sus expectativas de calidad y fiabilidad a precios muy asequibles. En 1967 se implanta en Europa. Dos años más tarde en Estados Unidos En noviembre de 1970 fallece Tsuneji Matsuda y su hijo Hijame asume la dirección de Toyo Kogyo.

### Años 1970
Internacionalmente, los años 1970 para Mazda supuso el liderazgo en rendimiento. El motor rotativo Wankel rendía mucho más en comparación con los motores basados en pistones usados por la competencia, de ahí que Mazda basara todo su potencial en incorporarlo en prácticamente todos los vehículos que facturaban, desde el RX-7 hasta el gran sedán Luce. La única excepción fue el Chantez porque otros fabricantes lo prohibieron.
En 1970, Mazda penetró formalmente en el mercado estadounidense. Llega a instalar, incluso, un centro de investigación en California. De él surgieron creaciones como el roadster MX-5 o la primera y única pickup de la historia equipada con el motor rotativo Wankel, diseñada específicamente para el mercado estadounidense. Sin embargo, los años 1970 también vieron la primera crisis económica de Mazda. El éxito del motor rotativo se vio frenado por la Crisis del petróleo de 1973. La demanda de motores más eficientes, menos imponentes y de consumo reducido aumentó. En ese momento y, dada la profunda crisis económica que azotaba a Mazda, Ford adquirió un 25% de las acciones de la compañía japonesa.
Mazda, que no había renunciado por completo a los motores de pistones, reaccionó con rapidez lanzando al mercado varios modelos con motor de cuatro cilindros en línea, como los 323/Familia y 626/Capella, dos sedanes económicos que fueron Coche del Año en Japón en 1980 y 1982, respectivamente, con las que recuperó su cuota de mercado en las gamas baja y media, pero Mazda no abandonó sus proyectos para el motor rotativo y reorientó sus esfuerzos hacia sus modelos deportivos ligeros: el RX-7 en 1978 y, posteriormente, el RX-8.

### Años 1980
Durante los años 1980, Mazda gozó de un período de excelentes resultados económicos. Fruto de sus asociaciones con Ford, que aumentó su participación hasta el 33.4%. Esta fue su década más productiva e innovadora: motores de cuatro cilindros, 16 válvulas, doble árbol de levas a la cabeza, nuevos motores rotativos cada vez más fiables y potentes. Los primeros modelos como el 323 (GLC en Estados Unidos) o el 626 fueron un éxito rotundo, el 323 fue el coche más vendido de Japón por encima del Toyota Corolla.
Mazda explotó con gran éxito el binomio de precios asequibles y tecnologías innovadoras, siendo uno de los primeros fabricantes en ofertar de serie coches con convertidor catalítico. En esta década se encuadra también el motor V6 KJ-ZEM, la primera adaptación de un motor de ciclo Miller a un automóvil. Este tipo de motor, que patentó el ingeniero estadounidense Ralph Miller en los años 1940 y que se utilizaba para embarcaciones y plantas de energía, tenía un cilindro más grande de lo habitual para aumentar la relación de compresión. Mazda lo adaptó para el motor de su sedán Milenia, antecesor del Mazda 6. En 1988, el modelo 626, el sedán de referencia de Mazda, presenta su moderna versión cupé, que se ofrecía opcionalmente con un avanzado sistema de cuatro ruedas direccionales denominado "4WS", o cuatro ruedas directrices. Este sistema facilitaba las maniobras en las distancias cortas, pues hasta los 35 km/h (21,7 mph) las ruedas traseras oscilaban en sentido contrario a las delanteras para reducir el radio de giro.
Mazda también contribuyó a la línea de modelos de Ford, como por ejemplo el Ford Probe basado en el MX-6. Pero el verdadero hito de esta década llegó en 1989, cuando Mazda presentó en el Salón del Automóvil de Chicago el revolucionario deportivo MX-5. Este modelo cambió el mercado de los deportivos, que hasta su aparición eran caros y pesados. El MX-5 o Miata, como se le conoce también, se convirtió en un éxito y además en un ícono para la marca.

### Años 1990
En junio de 1996, con el control de la compañía por parte de Ford, se elige el primer presidente no japonés al frente de la marca. De origen escocés, Henry Wallace, sienta las bases de una nueva estrategia que incluye el diseño de un nuevo logo para la marca, el programa de innovación digital para acelerar procesos de producción y la revisión de las políticas de distribución y los acuerdos con proveedores, cuyo objetivo era optimizar el coste de operaciones de la marca. 
Gran parte del éxito actual de Mazda se debe a los cimientos de eficiencia que se sentaron en esta época. Como el caso del K8D de 1,8 litros, el V6 más pequeño del mundo, que Mazda incorporó en su modelo MX-3, con el que la marca japonesa revolucionó en 1991 el concepto de gran turismo. Pero sin duda, el avance más significativo de la década, fueron las primeras pruebas de su motor rotativo de hidrógeno que Mazda inició con el concept HR-X.

### Años 2000

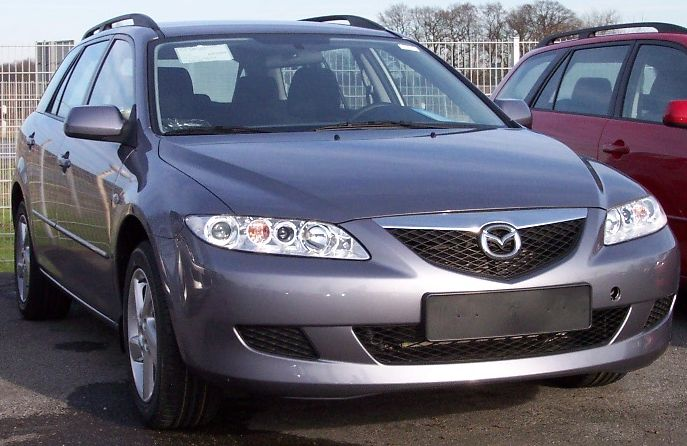
Mazda 6 Wagon.

Mazda comienza el nuevo siglo con un récord Guinness: el roadster MX-5 se convierte en el deportivo más vendido de todos los tiempos, con una cifra cercana al millón de unidades vendidas hasta la fecha. En abril de 2002, Mazda sienta las bases de una nueva forma de entender su negocio, presentando su filosofía Zoom-Zoom, cuyo mensaje transmite placer de conducción, dinamismo, prestaciones, economía y respeto medioambiental, y en virtud del cual se compromete ante el mundo del motor a reducir los consumos de sus vehículos un 50% antes de 2015. Un mes más tarde, lanza su primer vehículo en esa línea: el Mazda 6, al que seguirán los Mazda 2, Mazda 3, Mazda 5/Premacy, CX-7 y RX-8 que supondrán una renovación total de la gama bajo la filosofía Zoom-Zoom. 
En 2003, el mundo del automóvil premia la longeva apuesta de Mazda por el motor creado por Felix Wankel, concediéndole el premio al Motor Internacional del Año a su motor rotativo RENESIS integrado en el RX-8. La última generación del MX-5, presentada en 2005, fue el primer modelo en el que Mazda introdujo su “Estrategia del gramo”. Mientras el resto de fabricantes trabajaban a fondo en el desarrollo a largo plazo de biocombustibles y tecnologías híbridas, Mazda, sin descuidar estas investigaciones, se preocupaba de aplicar una medida tan práctica como inmediata: la reducción de peso de sus coches mediante la utilización de aceros de alta resistencia y la supresión de elementos superfluos. Esto implicó un menor consumo de combustible y niveles más bajos de emisiones de CO2. 
Con unos precios del combustible cada vez más elevados en el panorama, Mazda aprobó en 2007 “Zoom-Zoom sostenible”, un programa que asume el compromiso voluntario de desarrollar procesos de fabricación más respetuosos con el medio ambiente y tecnologías que le permitan alcanzar la ambiciosa meta de elevar al 30% la eficiencia de combustión de todos los vehículos Mazda comercializados en todo el mundo en 2015, con respecto a la gama de 2008.
En 2007, Mazda reorganizó todos los procesos relacionados con la producción de automóviles, desde la investigación y desarrollo a la fabricación. Esta reordenación de la empresa, bautizada como “Innovación Monozukuri”, se estructura en torno a un doble concepto de arquitectura común y producción flexible basada en la planificación de paquetes de productos. El planteamiento Monozukuri ha posibilitado avances en la diversificación, para satisfacer necesidades variables de los clientes; y la normalización de piezas. De este modo, Mazda ha podido desplegar tecnologías de alto valor y prestaciones en un espectro más amplio de modelos y responder con mayor rapidez a cambios en las exigencias de los clientes. Mediante el empleo de plataformas y piezas comunes, Monozukuri favorece una eficiencia de costes que, en última instancia, beneficia al propio cliente.
Este innovador proceso continúa hoy desarrollándose y cobraría un mayor protagonismo, si cabe, dentro del proceso productivo de la nueva generación de modelos Mazda, que se comercializaría a partir de 2012 con la llegada del CX-5.
A finales de 2008, Ford anuncia la venta del 20% del paquete accionario que poseía en Mazda, lo que significó la pérdida de su hegemonía sobre la marca japonesa. Dos años más tarde, Ford se deshace de otro 10%, reduciendo su participación a apenas un 3%. A pesar de ello, Ford y Mazda continúan siendo socios estratégicos y llevan a cabo numerosas empresas conjuntas, así como fluidos intercambios de información en avances tecnológicos. La tecnología del motor rotativo de hidrógeno se perfeccionó en esta década hasta el punto de ponerlo en producción para los modelos RX-8 Hydrogen RE, Mazda Premacy y Mazda 5 Hydrogen RE Hybrid.

### Años 2010
Mazda presenta dos novedades que sientan las bases para sus modelos futuros: la tecnología SKYACTIV y el lenguaje de diseño KODO, que en japonés quiere decir “alma del movimiento”. Este diseño se aplica a los conceptos Shinari, Mazda Minagi Concept, en el que se inspira el CX-5, y Mazda Takeri Concept, estos dos últimos presentados en 2011. 
En el apartado tecnológico, el concepto SKYACTIV engloba un conjunto de innovaciones en los motores, las transmisiones, las carrocerías y los chasis que Mazda implementará en toda su gama de vehículos, y con las que se ha propuesto reducir las emisiones y consumos de sus vehículos en un 30% antes de 2015. La tecnología SKYACTIV se centra principalmente en nuevos motores excepcionalmente resistentes, en los que la relación de compresión se ha llevado a un nuevo nivel, optimizándose la combustión interna, y una construcción más robusta y más segura que, al mismo tiempo, es más ligera. Los reconocimientos son inmediatos: La tecnología SKYACTIV, recibe el Premio a la Tecnología de Automoción del Año 2011-2012 otorgado por JAHFA (Japan Automotive Hall of Fame), así como el Premio a la Tecnología del Año 2012, concedido por la Asociación de Investigadores y Periodistas de Automoción de Japón (RJC). 
Con la llegada del crossover compacto CX-5, en la primavera de 2012, por primera vez Mazda incorpora en un mismo vehículo la totalidad de la tecnología SKYACTIV. El Mazda CX-5 es también el primero de toda una nueva generación de crossover deportivos compactos que simbolizan la evolución más reciente del Jinba Ittai, la sensación de unidad entre el conductor y su vehículo popularizada por Mazda con su roadster MX-5 y que encarna la mejor plasmación hasta la fecha del “Zoom-Zoom Sostenible”. 
Para poder alcanzar el ambicioso objetivo de aumentar la eficiencia de combustión en un 50% en el periodo 2001-2015, Mazda se ha propuesto aplicar una estrategia de construcción en bloques que se traduce en la introducción paulatina de dispositivos eléctricos auxiliares en los motores de combustión interna SKYACTIV. En 2009 se da el primer paso, con el desarrollo del sistema “i-stop” o sistema de corte de ralentí, que equipará todos los motores de gasolina y Diésel SKYACTIV en Europa. Al que le seguirán componentes eléctricos adicionales como el sistema de freno regenerativo “i-ELOOP”, que actualmente está desarrollando Mazda para recuperar energía durante la desaceleración. 
Aunque haya optado por un enfoque de desarrollo de motores distinto al de otros competidores en el que la base es la tecnología SKYACTIV de combustión interna, Mazda tiene planes de comercializar vehículos híbridos a medio plazo. Por eso, Mazda y Toyota han llegado a un acuerdo en 2010 para combinar su tecnología híbrida, ya ensayada en el Prius, con los motores SKYACTIV y fabricar bajo licencia.
En 2011 registró ingresos por 2 325 689 millones de ¥, con un beneficio de explotación de 23 835 millones de ¥, un beneficio neto de 60 042 millones de ¥ y unos activos totales de 1 771 767 millones de ¥.

## Tecnología Mazda

### Tecnología SKYACTIV

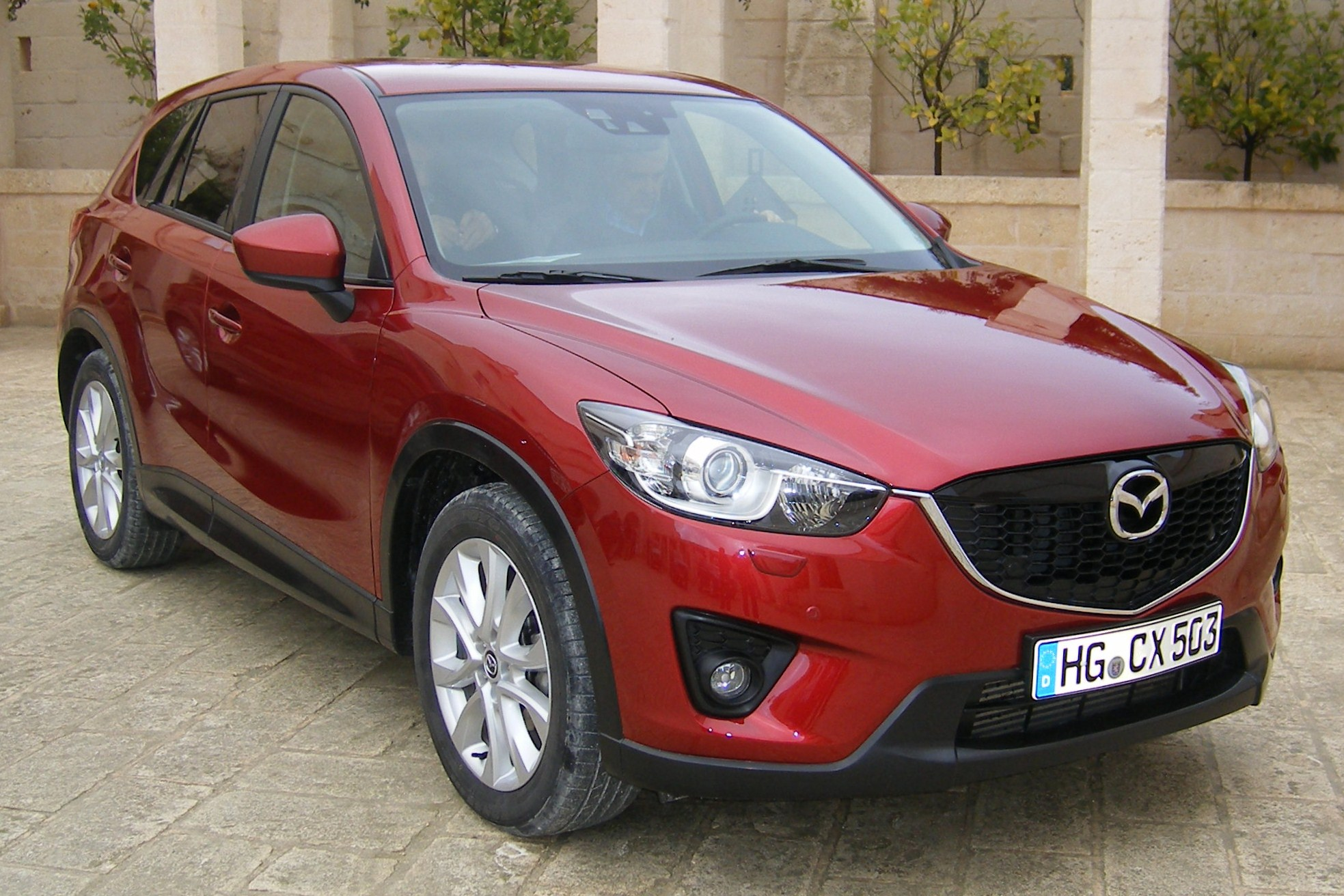
CX-5 en 2011. El primero en incorporar la tecnología Skyactiv.

Entre 2011 y 2012, Mazda presentó a nivel mundial la tecnología Skyactiv, la cual comprende una completa reingeniería del vehículo con desarrollos innovadores en motor, transmisión, carrocería, frenos, dirección y suspensión que aseguran un mejor aprovechamiento de la energía, reduciendo el consumo de combustible, y lo que es mejor, usando gasolina corriente. Como resultado de esta tecnología se obtiene un vehículo ágil, con altos niveles de seguridad, estabilidad, maniobrabilidad, placentero al conducir y con menores emisiones contaminantes.
El primer vehículo presentado por la compañía con esta característica fue el vehículo utilitario deportivo (SUV) CX-5, el cual tuvo gran acogida en los mercados internacionales y actualmente todavía es considera como una de las mejores camionetas de su segmento. Gracias a esto, Mazda fue remplazando su gama de vehículos con la nueva tecnología y su diseño Kodo. Hoy en día, Mazda ha logrado consolidarse como una de las compañías líderes en la industria automotriz, destacándose siempre en los segmentos donde poseen automóviles.

### Mazda Connect
Es el sistema de conectividad de audio, comunicación, emisoras y programas de opinión a través de Internet (mediante dispositivo móvil a través de Bluetooth®) y su navegador GPS. Por eso, teniendo en cuenta la creciente oleada de información que recibe el conductor mientras maneja y sin comprometer la seguridad, la marca creó la cabina de mando que busca evitar distracciones durante la conducción, minimizar el movimiento de los ojos del conductor y reducir el estrés físico. La cabina está compuesta por:
- PANTALLA ACTIVA DE CONDUCCIÓN: muestra en el campo visual la información de manejo sin necesidad de apartar la vista de la carretera, como por ejemplo la velocidad, instrucciones de navegación y velocidad de crucero. Esta pantalla fue creada para entregar información relevante para la conducción sin perturbar la concentración del conductor, pues se encuentra ubicada dentro su campo visual.

- BOTÓN MULTICOMANDO

Todas las operaciones de Mazda Connect se controlan de forma rápida y precisa por medio del Botón Multicomando ubicado en la consola central donde la mano del conductor puede apoyarse. naturalmente. Según la empresa, dicho botón permite una operación intuitiva y precisa del cambio de emisora, regreso al inicio de forma rápida, acceso directo al navegador* y a favoritos (contactos, lugares y música); así mismo, acceder a las opciones de personalización del vehículo como apagado de luces automático y personalización del modo de activación de las luces direccionales. Además, cuenta con un botón de control del volumen de la música, situado muy cerca del Botón Multicomando.
- PANTALLA DE INFO-ENTRETENIMIENTO

La Pantalla Táctil TFT de 7" se encuentra ubicada en la parte superior del panel de instrumentos de tal forma que reduce el ángulo de visión hacia abajo y sus gráficos están diseñados para una legibilidad instantánea. Esta disposición del El uso de iconos permite, según Mazda, una lectura y accionamiento rápido para así minimizar aún más las posibles distracciones para el conductor.

### Diseño Kodo "Alma en movimiento"
El lenguaje de diseño KODO fue concebido con el fin de “capturar la potencia contenida, la vitalidad y la gracia de un animal salvaje en movimiento” lema que se plasma en él y los lleva al diseño de los vehículos Mazda. Según los expertos de la compañía “Las formas exquisitamente modeladas y las líneas de inclinación hacia adelante crean un aspecto bien plantado de movimiento vigoroso, logrando una presencia visual abrumadoramente impactante y diferenciadora que invita a subir y conducir”. 
El origen del concepto KODO, “Alma del movimiento” es la imagen de un depredador en el momento en que salta sobre su presa, o el movimiento de una espada en el kendo, un arte ancestral japonés. En definitiva, el instante en el que se libera una energía acumulada.

### Sistema de seguridad i-ACTIVSENSE
La tecnología i-ACTIVSENSE es un sistema de seguridad desarrollada por la empresa japonesa Mazda, que incluye dispositivos de detección como sensores ultrasónicos y cámaras. Ésta facilita la conducción por medio del reconocimiento de peligro potencial por medio de tecnologías preventivas de choques o reducir su severidad en situaciones donde no se pueden evitar.[cita requerida]

## Evolución histórica de los logotipos

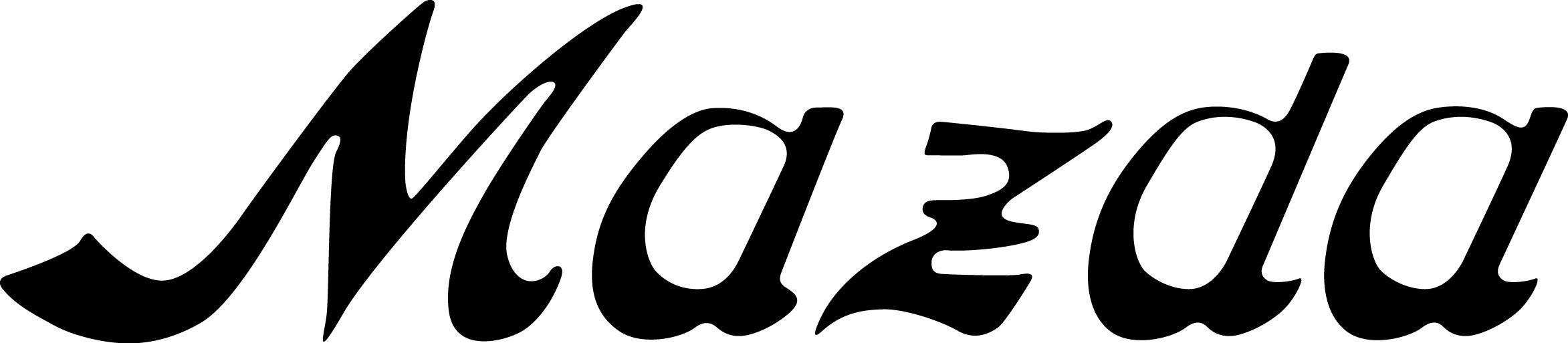
1936
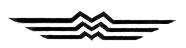
Alternativo de 1936
M de 1960
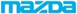
1962
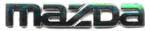
1975
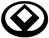
1991
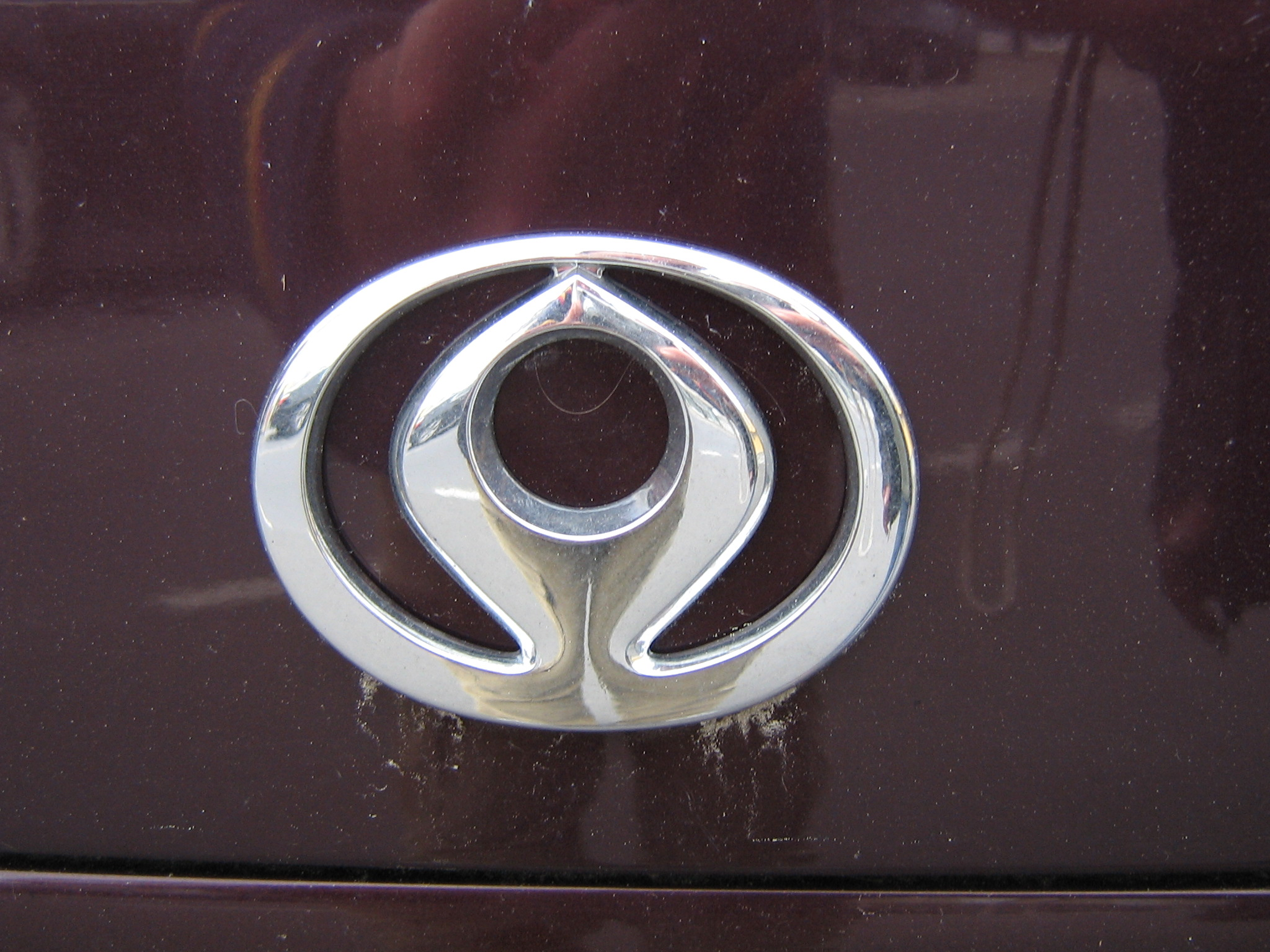
1991–1992
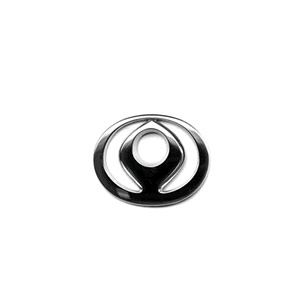
1992
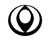
1997
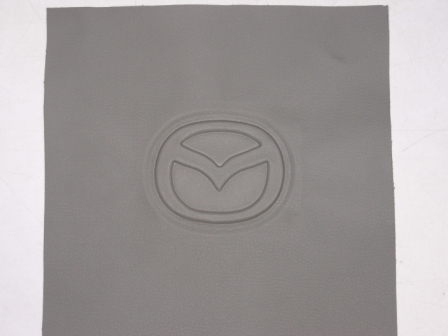
2015

## Motor rotativo

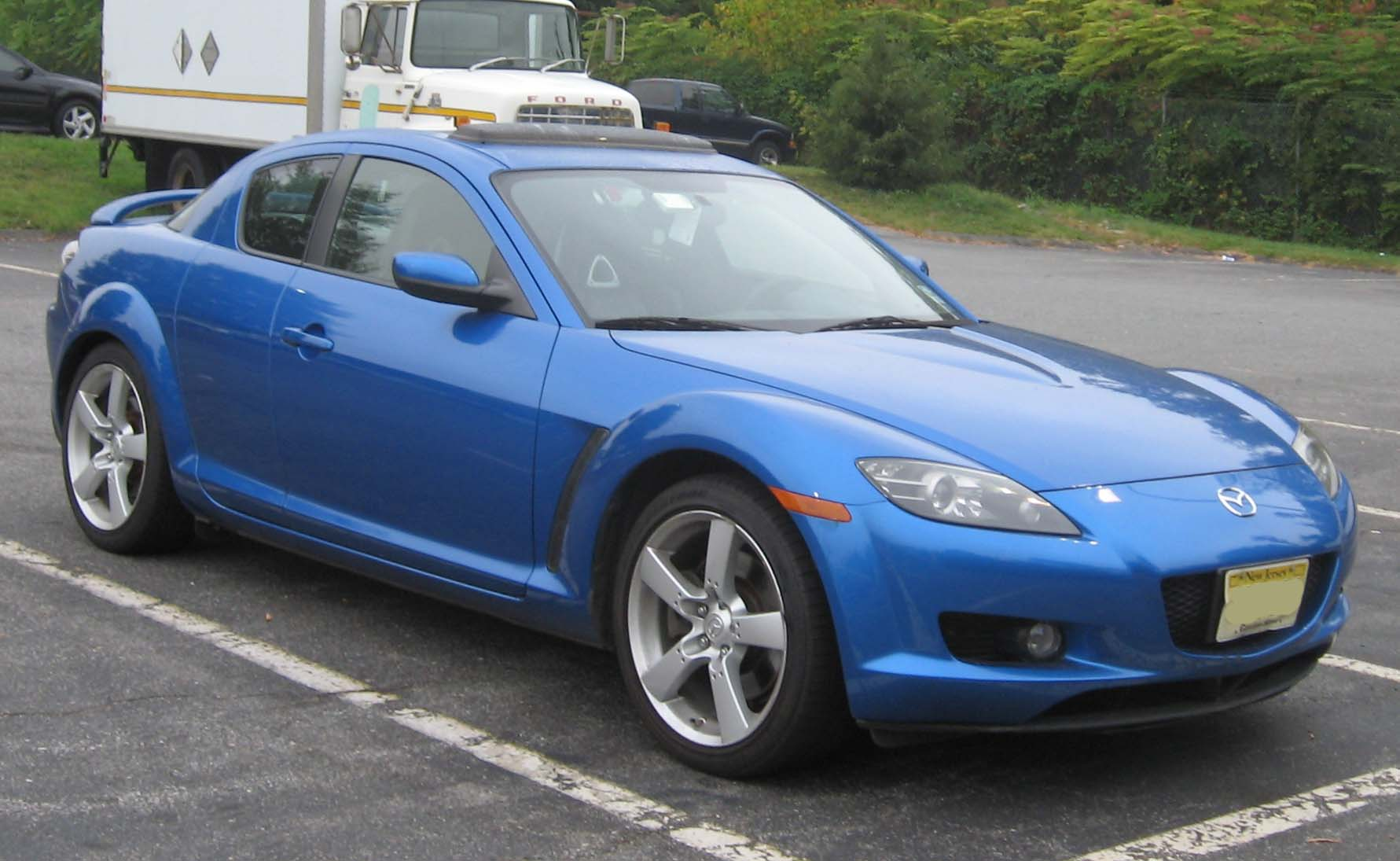
RX-8, uno de los modelos que ha usado el motor rotativo.

A pesar de los contratiempos, las críticas, los largos años de desarrollo y prototipos experimentales; Mazda logró innovar la industria automotriz con la llegada de sus primeros coches con rotores Wankel en los años 1970. Aunque la mayoría de los clientes adoraban estos coches, especialmente por su suavidad, comodidad y buen manejo, tuvieron la mala suerte de ser puestos a la venta en una época de grandes esfuerzos para reducir las emisiones y aumentar la economía en combustible. Mazda abandonó el Wankel casi totalmente en el diseño de sus coches comunes, sin embargo, continuó usando una versión biturbo de entrada en funcionamiento secuencial y dos rotores en su deportivo RX-7 hasta el final de su producción en agosto de 2002.
En 2003, la marca japonesa relanzó el motor rotativo con el RX-8, que montaba una nueva versión atmosférica del birrotor, teóricamente más fiable y con menores consumos tanto de combustible como de lubricante, la característica más novedosa de este motor es que tanto la admisión como el escape se hacen mediante lumbreras laterales, lo que elimina el solapamiento entre los tiempos de admisión y escape, y con ello el paso de mezcla sin quemar al escape y de gases del escape al tiempo de admisión.
Gracias a este motor rotativo, la compañía obtuvo un gran éxito en el mundo de las carreras. 
Luego del RX-8, Mazda no volvió a comercializar vehículos con este tipo de motor, pues tenía varios inconvenientes como los costos de mantenimiento, pues al no estar tan difundido, su mantenimiento resulta más complejo por la dificultad en encontrar personal con formación adecuada en este tipo de motor. Además de problemas en cuanto a emisiones, sincronización y encendido.[cita requerida]

## En competición

### 84 horas de Nürburgring (Alemania, 1968)

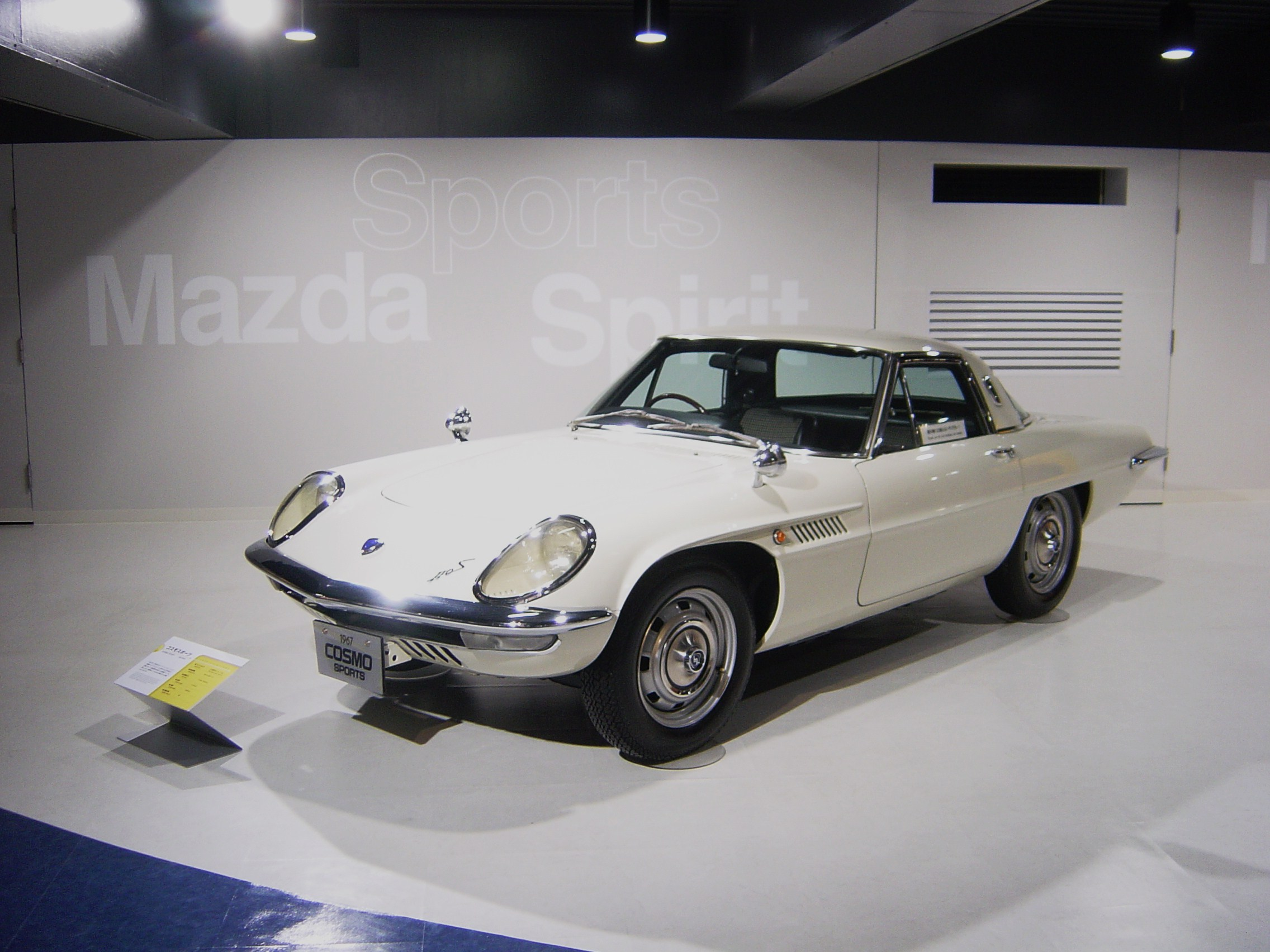
Mazda Cosmo Sport 110S, modelo con el que la marca japonesa debutó en las competiciones internacionales.

El 20 de octubre de 1968 Mazda debutó en las competiciones oficiales participando con dos modelos Mazda Cosmo Sport 110S en la célebre carrera de las 84 horas de Nürburgring en Alemania de la mano de "Mazda Sports Corner", un equipo de carreras independiente vinculado a Mazda Auto Tokyo, el mayor distribuidor de la marca en Japón. La pretensión del equipo no iba más allá que la de dotar de presencia a Mazda en las competiciones internacionales y, a un mismo tiempo, demostrar al mundo la viabilidad del motor rotativo. No obstante, para sorpresa de propios y extraños, Mazda logró un cuarto puesto.[cita requerida]

### 24 Horas de la Spa-Francochamps (Bélgica, 1969-1981)
Al año siguiente, 1969, Mazda participó por primera vez en las 24 Horas de la Spa-Francochamps en Bélgica. Dos Mazda R100 Coupe fueron los encargados de representar a la marca en esta prestigiosa prueba de resistencia de turismos, logrando el quinto y sexto puesto. Pero hasta 1981, Mazda no se alzó con el triunfo en esta carrera, que estuvo liderada por el piloto y preparador británico Tom Walkinshaw a los mandos de un RX-7 con motor rotativo. Fue a raíz de esta victoria que Mazda Motor Corporation trasladó el equipo de competición de Tokio a sus cuarteles generales de Hiroshima. Fue el nacimiento de Mazdaspeed, la división de la compañía encargada de adaptar sus vehículos para las competiciones internacionales.

### 24 Horas de Le Mans (Francia, 1991)

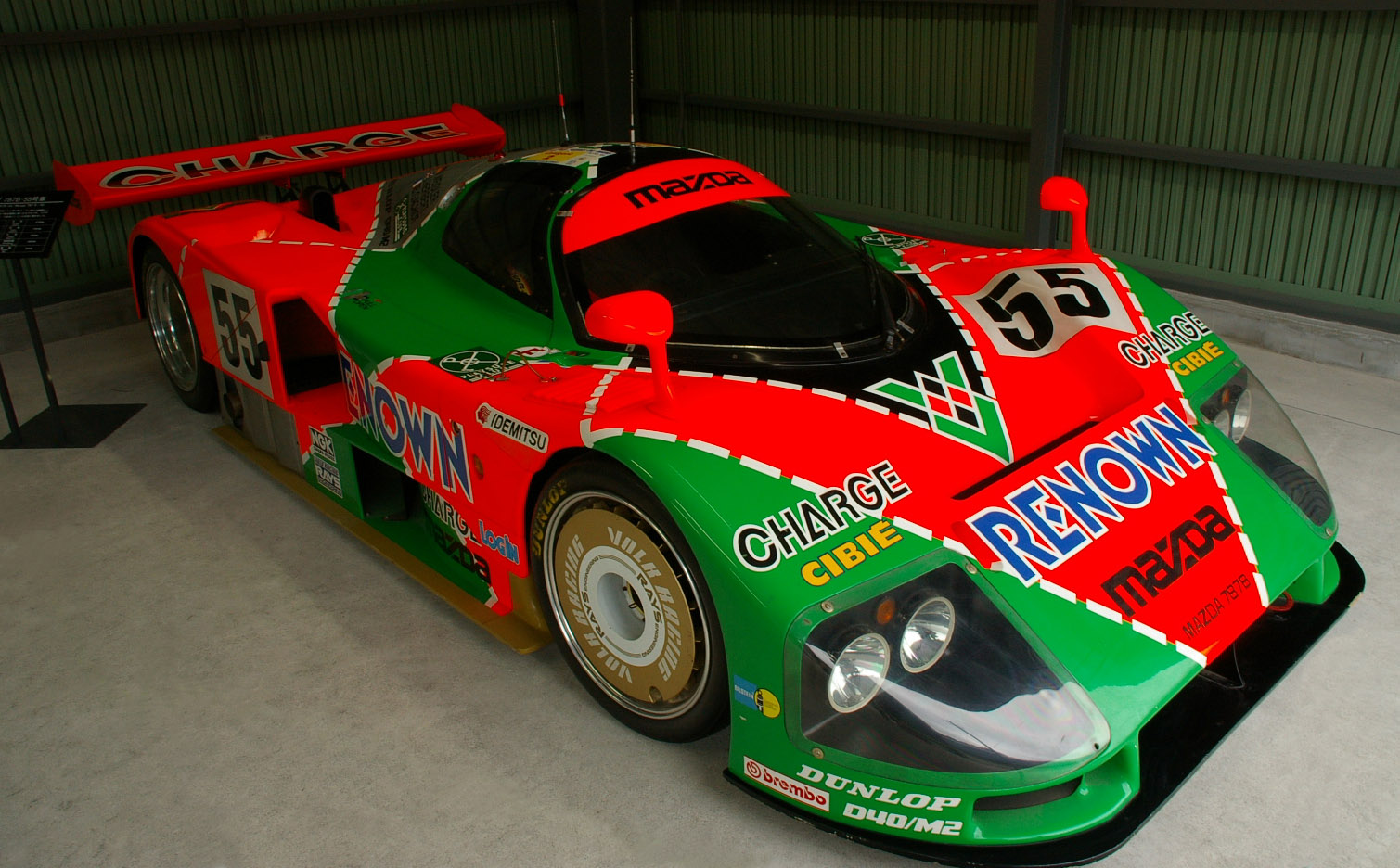
Con el 787B, Mazda se convirtió en la primera marca japonesa en ganar las 24 Horas de Le Mans.

El 23 de junio de 1991, Mazda vuelve a hacer historia en las 24 Horas de Le Mans, al convertirse en la primera marca japonesa en alzarse con la victoria en esta mítica prueba de resistencia francesa. Habían transcurrido 20 años desde la primera participación de Mazda en las 24 Horas de Le Mans. Pero no fue hasta 1991 cuando se produjo la consagración total. El equipo Mazda presentó dos 787B perfeccionados y un 787. Los organizadores del evento habían decidido restringir las máquinas impulsadas por un motor convencional de 3.5 L a partir de 1992, así que era la última oportunidad del motor R26B de cuatro rotores que llevaban los 787B y 787, que había mejorado en potencia y economía de combustible. Desde la salida los tres vehículos, compitieron con éxito. Eran muy pocos los que apostaban por el modelo 787B que arrancaba la carrera desde la duodécima posición en la parrilla de salida. Pero para la escudería japonesa este triunfo se llevaba gestando durante más de dos décadas. El coche número 55 pilotado por la terna Herbert-Weider-Gachot supo mantener bien las distancias, contener los consumos de combustible, aplicar presión sobre los coches de Mercedes-Benz, Jaguar y otros rivales, y colocarse en tercera posición. Después de una parada en boxes de un Mercedes-Benz, a las 21 horas, el 787B se puso en cabeza y se alzó con la ansiada victoria en las 24 Horas de Le Mans ante 250 000 espectadores.[cita requerida]

## Modelos producidos

### Gama actual

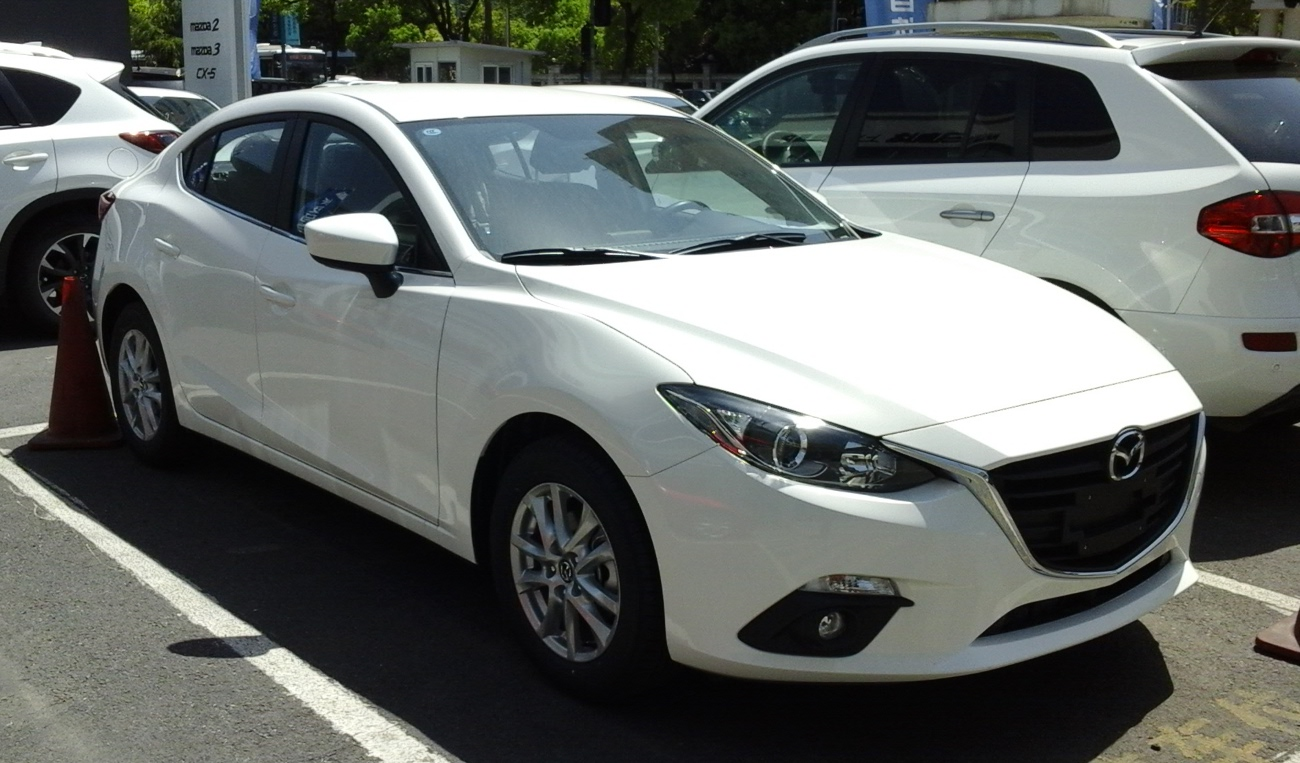
Mazda 3 Axela sedán de 2016 en China.

- Mazda 2
- Mazda 3
- Mazda 6
- Mazda MX-5
- Mazda MX-30
- Mazda BT-50
- Mazda CX-3
- Mazda CX-5
- Mazda CX-30
- Mazda CX-50
- Mazda CX-60
- Mazda CX-8
- Mazda CX-90

### Anteriores

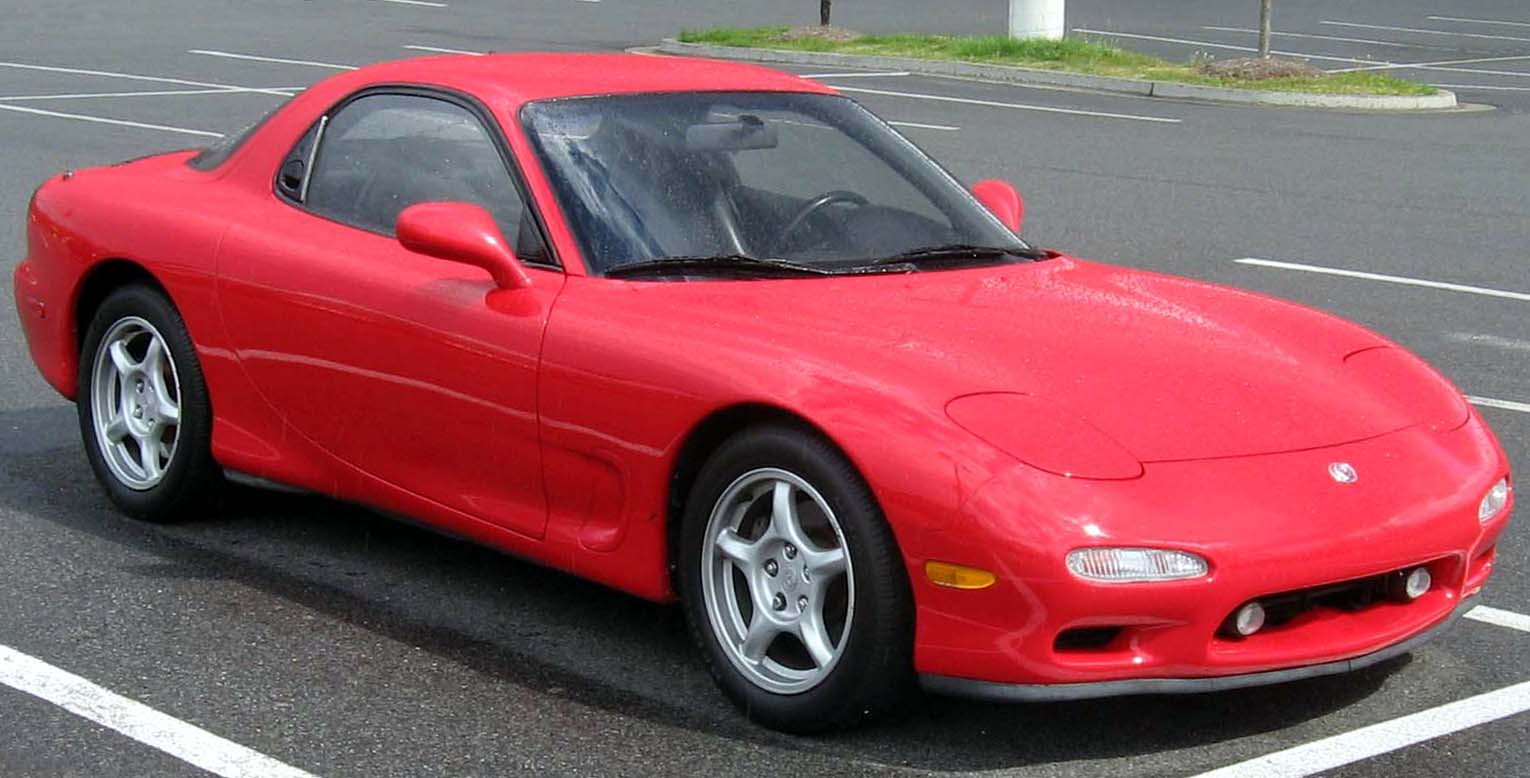
RX-7 FD.

- RX-7
- RX-8
- Mazda 121
- Mazda 323
- Mazda 626
- Mazda 929
- Serie B
- Millenia
- Mazda MPV[16]
- MX-3
- CX-4
- CX-7
- CX-9
- Premacy/Mazda 5
- Tribute

## Conceptos
En 2010 apareció el Mazda Shinari, el primer concept que rompe con el estilo de diseño anterior, representado por el Nagare, e inicia un nuevo lenguaje denominado Kodo, término que en japonés significa "alma del movimiento". El artífice de este cambio es el equipo de diseño de Mazda liderado por Ikuo Maeda, con 20 años al servicio de la marca, hijo a su vez de Matasaburo Maeda, el diseñador del RX-7, el deportivo de motor rotativo más icónico del fabricante japonés. El nuevo CX-5 es el primer vehículo en salir al mercado bajo esta línea de diseño.

### Bajo el lenguaje del nuevo diseño Kodo
- Takeri (2011)
- Minagi (2011)
- Shinari (2010)
- Hazumi (2014)

### Anteriores de la línea Nagare
- MX-5 Superlight (2009)
- Kaan (2008)
- Kiyora (2008)
- Kazamai (2008)
- Furai (2008)
- Taiki (2007)
- Hazake (2007)
- Ryuga (2006)
- Nagare (2006)